# Exodus International
Exodus International fue uno de los grupos más grandes del movimiento ex-gay. Fundado en 1976, Exodus International se autodisolvió el 19 de junio de 2013 tras una votación por unanimidad de los miembros de su junta directiva, mediante un comunicado anunció el fin de sus actividades y pidió perdón por el daño que había ocasionado a lo largo de 37 años a las personas LGBT.
Los ministros religiosos afiliados a Exodus apoyaban lo que llamaban "liberarse de la homosexualidad", La posición de Exodus International no era que la reorientación de la atracción hacia el mismo sexo fuera necesaria, sino que era posible; no realizaban tratamientos clínicos pero creían que la terapia reparativa podía ser beneficiosa.
Exodus era una organización cristiana interconfesional sin ánimo de lucro. La organización creció hasta alcanzar más de 120 ministros locales en EE. UU. y Canadá y más de 150 ministros en otros 17 países, expandiéndose a Australia, Gran Bretaña y Nueva Zelanda en los 2000. El grupo tenía además periódicos mensuales, conferencias anuales, organizaba conferencias y tenía un servicio en internet. El último presidente de Exodus fue Alan Chambers. En junio de 2013 anunció el cierre de Exodus International y pidió perdón a todos los homosexuales quienes fueron víctimas de dicha organización. Reconoció al mismo tiempo que se siente arrepentido por haber provocado enormes sufrimientos a tanta gente y haber conducido a varios al suicidio.